# Большой Кумыш
Большой Кумыш — деревня в Лысьвенском городском округе Пермского края России.

## Географическое положение
Деревня расположена в юго-восточной части Лысьвенского городского округа на расстоянии примерно 4 километров по прямой на север от станции Кумыш. 

## История
Деревня предположительно возникла при постоялом дворе на Горноблагодатском тракте (Кунгур - Завод Кын - Нижний Тагил - Невьянск), построенным в XVIII веке. К 1916 году в деревне было более ста гектаров посевных площадей. Она имела мельницу, молотильный двор с молотильной машиной, две плотины. В деревне насчитывалось до десятка постоялых дворов, была кузница, торговая лавка. В 30-е годы был создан колхоз им. Сталина. К 1968 году в деревне жило 38 семей. После укрупнения сельсоветов и проведения связанной с этим политики ликвидации неперспективных деревень трудоспособные жители деревни начали разъезжаться. Деревня обитаема ныне только летом благодаря дачникам.
С 2004 до 2011 гг.  входила в Кыновское сельское поселение Лысьвенского муниципального района.

## Население
Постоянное население составляло 3 человека (100% русские) в 2002 году, 0 человек в 2010 году, 2 человека в 2020 году.     

## Климат
Климат умеренно-континентальный. Среднегодовая температура воздуха равна: +1,7оС; продолжительность безморозного периода: 165 дней; средняя мощность снегового покрова: 50 см; средняя глубина промерзания почвы: 123 см. Устойчивый снежный покров сохраняется с первой декады ноября по последнюю декаду апреля. Средняя продолжительность снежного покрова 160-170 дней. Средняя из наибольших декадных высот снежного покрова за зиму – 50 см. Средняя максимальная температура самого жаркого месяца: + 24,4оС. Средняя температура самого холодного месяца: – 17,4оС.